# Australimyzidae
Famille
Les Australimyzidae sont une famille de diptères.

## Liste des genres
Selon BioLib (4 mai 2019) :
- genre Australimyza Harrison, 1953